# Hérouville-en-Vexin
Pour l’article ayant un titre homophone, voir Hérouxville.
Ne doit pas être confondu avec Hérouville-Saint-Clair.
Hérouville-en-Vexin (nommée Hérouville jusque fin 2017) est une commune française située dans le département du Val-d'Oise, en région Île-de-France.
Ses habitants sont appelés les Hérouvillois. Le château d'Hérouville se trouve sur le territoire de la commune.

## Géographie

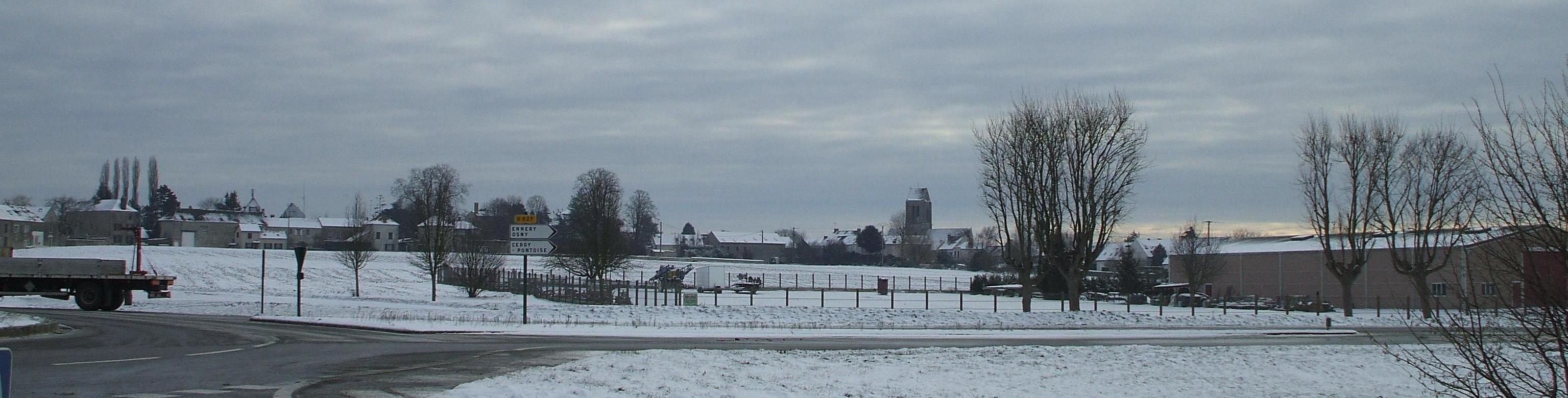
Vue panoramique sous la neige vers le Sud depuis le rond-point de la RD 927.

### Localisation
Le village se situe à une dizaine de kilomètres de la ville nouvelle de Cergy-Pontoise, sur la RD 927 et jouxte la commune d'Auvers-sur-Oise.

### Communes limitrophes
| Vallangoujard | Labbeville          | Nesles-la-Vallée |
| Livilliers    | Hérouville-en-Vexin |                  |
| Ennery        |                     | Auvers-sur-Oise  |

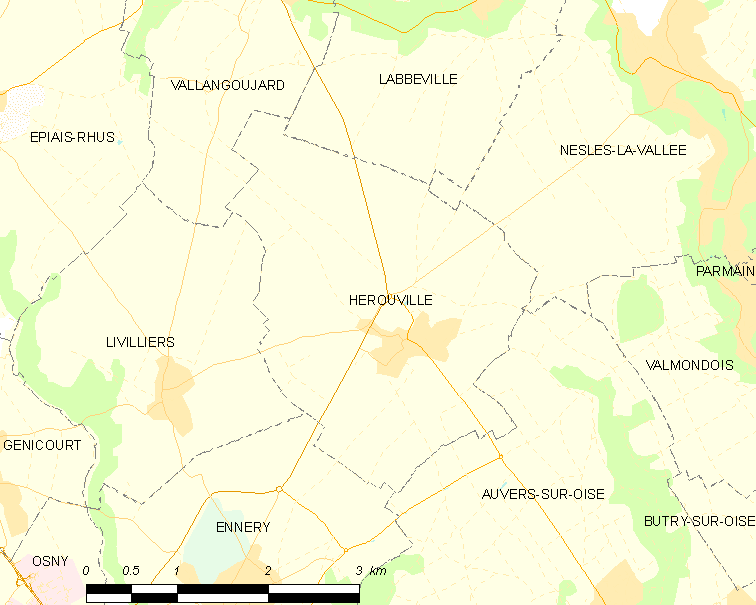
Carte de la commune.
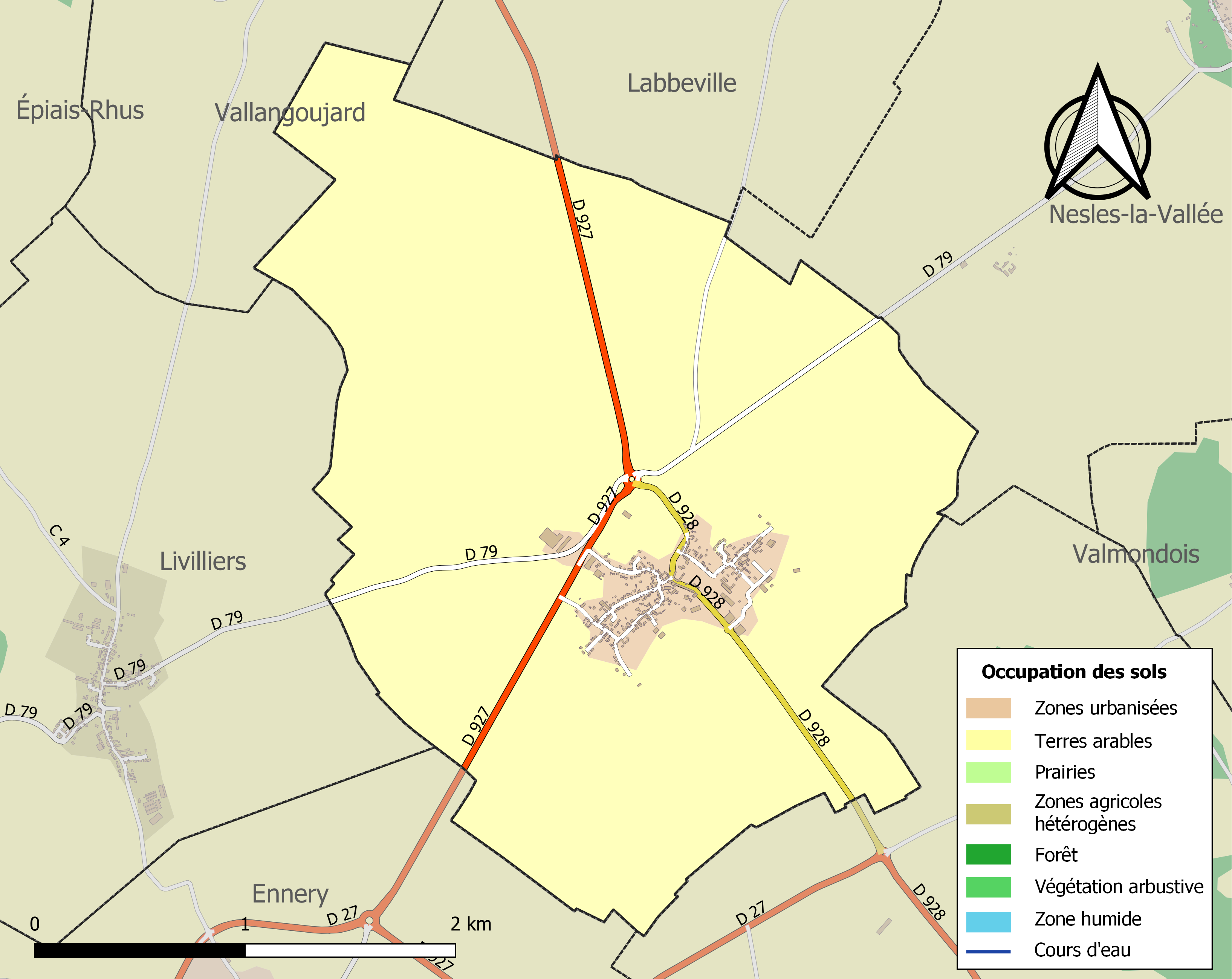
Occupation des sols

### Climat
Pour des articles plus généraux, voir Climat de l'Île-de-France et Climat du Val-d'Oise.
En 2010, le climat de la commune est de type climat océanique dégradé des plaines du Centre et du Nord, selon une étude du CNRS s'appuyant sur une série de données couvrant la période 1971-2000. En 2020, Météo-France publie une typologie des climats de la France métropolitaine dans laquelle la commune est exposée à un climat océanique et est dans la région climatique Sud-ouest du bassin Parisien, caractérisée par une faible pluviométrie, notamment au printemps (120 à 150 mm) et un hiver froid (3,5 °C).
Pour la période 1971-2000, la température annuelle moyenne est de 11,1 °C, avec une amplitude thermique annuelle de 14,9 °C. Le cumul annuel moyen de précipitations est de 692 mm, avec 11 jours de précipitations en janvier et 7,8 jours en juillet. Pour la période 1991-2020, la température moyenne annuelle observée sur la station météorologique la plus proche, située sur la commune de Pontoise à 6 km à vol d'oiseau, est de 12,5 °C et le cumul annuel moyen de précipitations est de 666,7 mm,. Pour l'avenir, les paramètres climatiques de la commune estimés pour 2050 selon différents scénarios d'émission de gaz à effet de serre sont consultables sur un site dédié publié par Météo-France en novembre 2022.

## Urbanisme

### Typologie
Au 1er janvier 2024, Hérouville-en-Vexin est catégorisée bourg rural, selon la nouvelle grille communale de densité à sept niveaux définie par l'Insee en 2022.
Elle est située hors unité urbaine. Par ailleurs la commune fait partie de l'aire d'attraction de Paris, dont elle est une commune de la couronne,. Cette aire regroupe 1 929 communes,.

## Toponymie
Ernest Nègre ne mentionne pas cet Hérouville dans son ouvrage Toponymie générale de la France, tandis qu’Albert Dauzat ne cite aucune forme ancienne pour ce toponyme à l'article Hérouville de son dictionnaire, signe qu'il n'en connaît pas. Quant à Hippolyte Cocheris, il cite deux formes anciennes Herovilla, Herouvilla en 1249 qui sont peu fiables, comme le reste de son dictionnaire topographique déjà ancien.
Il s'agit d'une formation toponymique en -ville au sens ancien de « domaine rural », précédée d'un anthroponyme selon le cas général. L'absence de formes anciennes fiables oblige à comparer avec Hérouville-Saint-Clair (Calvados, Herulfivilla 1066 et 1083) qui contient manifestement le nom de personne Herulf qui peut à la fois être germanique continental, (anglo-)saxon et scandinave. Ernest Nègre ignore Hérouville-en-Vexin faute de formes anciennes qui ne permettent pas de déterminer s'il s'agit du nom de personne germanique Hairulfus (comprendre Hairulf, sans la désinence latine des textes rédigés en latin médiéval) qu'il croit reconnaître dans Hérouville-Saint-Clair ou Hairoldus qui aurait pu également aboutir à Hérou-, ou encore un autre anthroponyme indéterminé.
La commune nommée Hérouville prend le nom de Hérouville-en-Vexin fin 2017, afin d'éviter les homonymies et de souligner son appartenance au Vexin français. L'église paroissiale est dédiée à saint Clair de Beauvaisis, tout comme celle de Hérouville-Saint-Clair.

## Histoire
Des vestiges archéologiques d'une occupation gauloise ont été retrouvés sous l'église.
Les familles de Montmorency et de Laval y sont implantées dès le XIe siècle. De cette époque date une église sur le lieu-dit « la Haulte butte », mais elle subit un incendie et fut ruinée par les troupes anglaises, vers 1435, durant la guerre de Cent Ans. Elle fut reconstruite au XVe siècle grâce à Jeanne de Laval qui donna aux habitants le terrain et l'argent nécessaire pour commencer les travaux.
Au début de la Première Guerre mondiale, après la bataille de Senlis, des éclaireurs ulhans allemands sont signalés à Hérouville
Le château d'Hérouville fut construit en 1740 par l'architecte Gaudot de l'école de Rome. Au XIXe siècle, il servit de relais de poste (entre Versailles et Beauvais) qui comptait une écurie d'une centaine de chevaux. Le compositeur de musiques de films Michel Magne l'achète en 1962 pour y habiter, crée piscine, tennis, tour génoise dans le fond du parc, et s'aménage une splendide salle de musique dans l'aile Nord. Un incendie d'origine criminelle ravage l’aile Nord en 1969. La même année, Michel Magne fait faire d'énormes travaux pour créer un studio dans les combles de l'aile Sud. Compte tenu des frais engagés, il l'ouvre à la clientèle, et crée ainsi le premier studio résidentiel français. Autre première : les artistes anglo-saxons viennent y enregistrer en nombre ! Citons entre autres : Cat Stevens, Pink Floyd, Michael Schenker Group, Eddy Mitchell, Elton John, Rainbow, Iggy Pop, Nino Ferrer, Jacques Higelin, Pierre Vassiliu, T. Rex, Claude Nougaro, les Bee Gees, Fleetwood Mac, Salvatore Adamo, Gilbert Montagné, Jean-Christian Michel y enregistre un disque avec Kenny Clarke -- David Bowie, Dick Rivers et beaucoup d’autres apprécieront également ce lieu magique.
Le succès est énorme entre 1971 et 1973, puis le château est mis sous administration judiciaire. Les affaires reprennent dès fin 1974, et l'endroit retrouve tout son prestige entre 1976 et 1979, date à laquelle il est vendu aux enchères à un promoteur immobilier. Les activités continuent, mais le château n'est plus à la mode, n'investit plus : la gestion est déficitaire, les finances sont dans le rouge, le propriétaire expulse le studio le 25 juillet 1985.
1995 : Hérouville, avec 93 autres communes, est membre fondateur du parc naturel régional du Vexin français.
2003 : le conseil municipal fait la demande officielle du changement du nom de la commune, pour s’appeler dorénavant Hérouville-en-Vexin. La procédure a été refusée.
2010 : inauguration de la nouvelle mairie et d'une salle polyvalente attenante le 18 septembre 2010.
2015 : achat du château en janvier par deux ingénieurs du son (Jean Taxis, Thierry Guarracino) et un analyste financier (Stéphane Marchi). Un centre de formation, Sup HD Audio, est créé dans un des anciens studios fin 2015. Deux autres studios d'enregistrement seront prêts courant 2017.
2016-2017: Le conseil municipal, dans sa séance du 1er février 2016, prend une nouvelle délibération de demande de changement de nom de commune pour s'intituler Hérouville-en-Vexin, à la suite de  nouvelles recherches historiques et pour éviter d'être confondu avec Hérouville-Saint-Clair. Ce changement de dénomination est décidé par un décret du 22 décembre 2017.

## Politique et administration

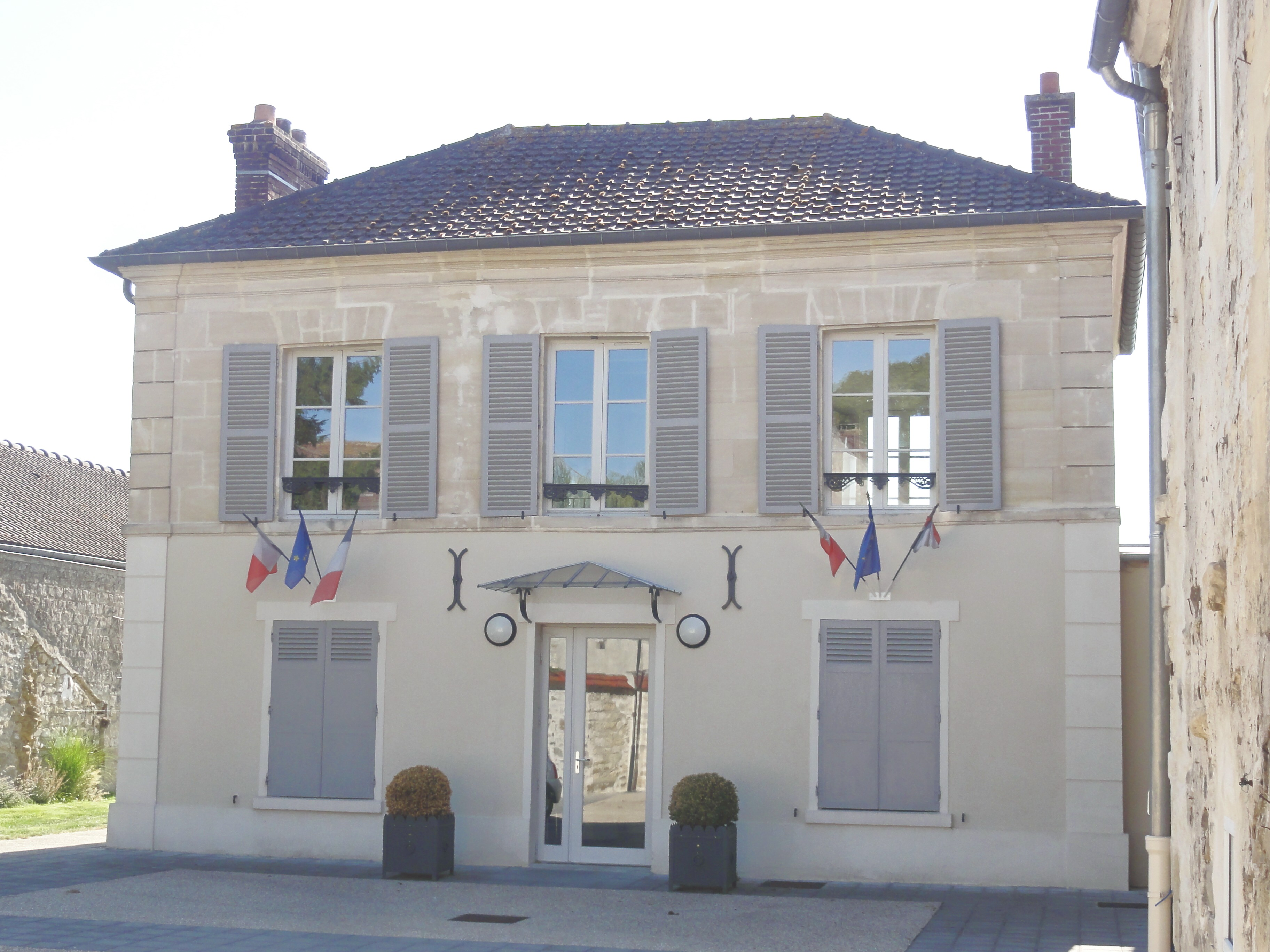
La mairie, rue du Poteau.

### Rattachements administratifs et électoraux
Antérieurement à la loi du 10 juillet 1964, la commune faisait partie du département de Seine-et-Oise. La réorganisation de la région parisienne en 1964 fit que la commune appartient désormais au département du  Val-d'Oise et à son arrondissement de Pontoise, après un transfert administratif effectif au 1er janvier 1968. Pour l'élection des députés, elle fait partie de la première circonscription du Val-d'Oise.
Elle faisait partie de 1806 à 1951 du canton de L'Isle-Adam, année où elle intègre le canton de Pontoise du département de Seine-et-Oise. Lors de la mise en place du Val-d'Oise, elle est rattachée en 1967 au canton de Saint-Ouen-l'Aumône puis, en 1976, au canton de la Vallée-du-Sausseron. Dans le cadre du redécoupage cantonal de 2014 en France, la commune est désormais intégrée au canton de Saint-Ouen-l'Aumône.

### Intercommunalité
La commune est membre fondatrice de la communauté de communes Sausseron Impressionnistes, créée fin 2002 sous le nom de communauté de communes de la Vallée du Sausseron.

### Liste des maires
| Période                                  | Période                  | Identité                  | Étiquette | Qualité                                       |
| ---------------------------------------- | ------------------------ | ------------------------- | --------- | --------------------------------------------- |
| Les données manquantes sont à compléter. |                          |                           |           |                                               |
| 1894                                     | 1906                     | Jean Émile Bagnard        |           | Cultivateur, Propriétaire                     |
| 1906                                     | 1910                     | Albert Caffin             |           | Cultivateur                                   |
| 1910                                     | 1919                     | Henri Laille              |           | Cultivateur                                   |
| 1919                                     | 1926                     | Emile François Bagnard    |           | Cultivateur Décédé en fonction                |
| 1926                                     | 1960                     | Paul Émile Louis Bagnard  |           | Agriculteur Décédé en fonction                |
| 1960                                     | juin 1995                | Guy Auxance Emile Bagnard |           | Gérant du GFA du Clerbourg                    |
| juin 1995                                | mars 2014                | Dominique Gernay          | SE        |                                               |
| mars 2014                                | En cours (au 28/08/2020) | Éric Baert                | SE        | Informaticien Rééélu pour le mandat 2020-2026 |

## Démographie
L'évolution du nombre d'habitants est connue à travers les recensements de la population effectués dans la commune depuis 1793. Pour les communes de moins de 10 000 habitants, une enquête de recensement portant sur toute la population est réalisée tous les cinq ans, les populations de référence des années intermédiaires étant quant à elles estimées par interpolation ou extrapolation. Pour la commune, le premier recensement exhaustif entrant dans le cadre du nouveau dispositif a été réalisé en 2004.

En 2022, la commune comptait 569 habitants, en évolution de −8,08 % par rapport à 2016 (Val-d'Oise : +4 %, France hors Mayotte : +2,11 %).
| 1793 | 1800 | 1806 | 1821 | 1831 | 1836 | 1841 | 1846 | 1851 |
| ---- | ---- | ---- | ---- | ---- | ---- | ---- | ---- | ---- |
| 331  | 322  | 359  | 301  | 303  | 297  | 303  | 318  | 323  |

| 1856 | 1861 | 1866 | 1872 | 1876 | 1881 | 1886 | 1891 | 1896 |
| ---- | ---- | ---- | ---- | ---- | ---- | ---- | ---- | ---- |
| 189  | 377  | 308  | 294  | 284  | 279  | 292  | 259  | 260  |

| 1901 | 1906 | 1911 | 1921 | 1926 | 1931 | 1936 | 1946 | 1954 |
| ---- | ---- | ---- | ---- | ---- | ---- | ---- | ---- | ---- |
| 270  | 252  | 259  | 249  | 246  | 215  | 200  | 249  | 233  |

| 1962 | 1968 | 1975 | 1982 | 1990 | 1999 | 2004 | 2006 | 2009 |
| ---- | ---- | ---- | ---- | ---- | ---- | ---- | ---- | ---- |
| 254  | 340  | 319  | 398  | 439  | 598  | 559  | 568  | 605  |

| 2014 | 2019 | 2022 | - | - | - | - | - | - |
| ---- | ---- | ---- | - | - | - | - | - | - |
| 612  | 576  | 569  | - | - | - | - | - | - |

## Culture locale et patrimoine

### Lieux et monuments

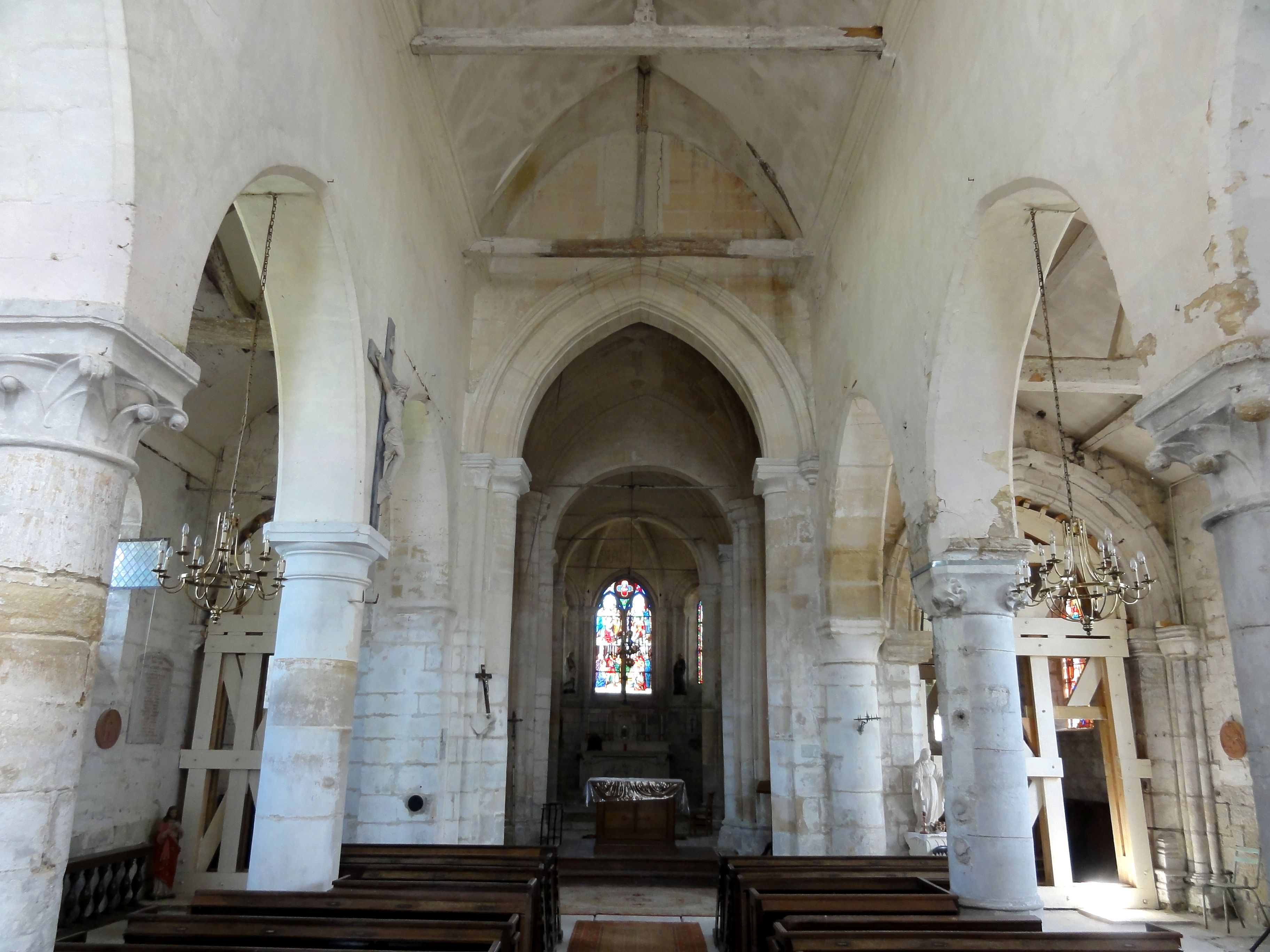
Église Saint-Clair, intérieur.

- Église Saint-Clair d'Hérouville, place de l'Église, classée monument historique par arrêté du 2 avril 1915[28] :

Régulièrement orientée[C'est-à-dire ?], l'édifice observe un plan cruciforme mais occupe une surface rectangulaire au sol, exception faite du chevet polygonal faisant saillie sur la façade orientale. Le vaisseau central s'accompagne de bas-côtés des deux côtés, dont font partie les croisillons du transept, que rien ne distingue extérieurement des travées voisines.
Au niveau du bras méridional, le toit en appentis est simplement interrompu par des pignons intermédiaires, permettant ainsi de distinguer les limites du croisillon. L'ensemble de l'église est recouvert d'une immense toiture unique à deux rampants, présentant une déclivité moins important au-dessus des bas-côtés.
Il n'y a que deux pignons, une pour la façade occidentale et une pour la façade du chevet.
À l'intérieur, l'église se divise en une nef aveugle et non voûtée de quatre travées, accompagnée de ses bas-côtés ; en un transept dont la transept supporte le clocher en bâtière central ; en un chœur de deux travées dont la seconde se termine en hémicycle ; et en deux chapelles latérales dans la continuité des deux croisillons et bas-côtés. La nef représente environ la moitié de la longueur totale de l'édifice.
De première vue, il semble s'agir d'un édifice homogène du XVe siècle. Effectivement, les façades latérales, la façade du chevet, le clocher et la toiture ont été construits pendant une seule campagne de 1443 à 1468 environ. Mais à l'intérieur, le chœur en cul-de-four est roman, et la nef en grande partie gothique primitif, avec d'intéressants chapiteaux. Le portail extérieur de la chapelle baptismale est exemplaire de l'art gothique flamboyant dans le Vexin français.
En plus de ces détails, c'est surtout le clocher qui fait l'attrait de l'église. Considéré souvent comme le plus ancien clocher flamboyant du Vexin, il ne reflète que très peu le style de son époque, et constitue dans son ensemble une reproduction d'un clocher roman primitif, achevé avant le milieu du XIIe siècle et détruit par les Anglais en 1435.
Cette reconstitution quasiment à l'identique, en faisant appel à un langage architectural d'une époque tout à fait différente, est un cas d'une grande rareté dans l'histoire de l'architecture avant le XIXe siècle,,.
- Vestiges d'un ancien château, aux n° 4 et 6 rue Georges-Duhamel : En subsistent les deux pavillons Nord et Sud, qui terminaient les deux ailes latérales ayant flanqué le corps principal de logis. De style classique, ces deux pavillons ont un étage ainsi qu'une mansarde, et les façades assez sévères avec de hautes fenêtres sont agrémentées de bossages aux extrémités.

Construit en 1740 selon les plans de "Gaudot", architecte du roi, pour "Ange Pinon", conseiller honoraire de la grande chambre du Parlement de Paris, ce château fut en grande partie démoli en 1871, après son rachat, par un fermier et un marchand de moutons.
Dans la cour de la ferme du château, face à la grange, se trouvent un intéressant bassin-abreuvoir octogonal, classé ainsi qu'un vieux puits. L'ancienne enceinte du château reste partiellement visible,.
Un célèbre studio d'enregistrement y fut aménagé en 1969 dans les combles de l'aile Sud, par le compositeur de musiques de film Michel Magne, et fonctionna jusqu'en juillet 1985,,.
- Ancien relais de poste, dans la grange à côté du château : fondé au XIXe siècle par "Louis Achille de Brisay", il était idéalement situé à mi-chemin entre Beauvais et Versailles et comportait une écurie pour cent chevaux. Cependant, une mauvaise gestion par son propriétaire entraîne une faillite prématurée en 1855[31].
- Mare-abreuvoir dite "la mare à laver" à la sortie du village par la RD 928 au Nord-Ouest.

Sur les 3 mares qui existaient jadis dans le village, 2 subsistent encore. Cette mare était un lieu de rencontres des femmes qui venaient laver leur linge en papotant. Après les travaux des champs, elle servait aussi de pédiluve pour rafraichir les pieds et sabots des chevaux.
C'est une propriété de la commune qui est alimentée par la récupération et le ruissellement de l'eau pluviale qui coule dans un fossé en pente venant du village. On ne l'a jamais vue à sec. Elle est peuplée de jonc  à massette et rubaniers qui ont poussé et grandi après des travaux de curetage indispensables, car la mare se comblait par la vase. La flore et la faune est diversifiée. Le rubanier et d'autres plantes servent à la nidification de la poule d'eau qui trouve en ce lieu tranquillité. La libellule et l'agrion jouvencelle vivent aussi dans ces lieux liés aux zones humides.
- Ancienne croix de cimetière, place de l'Église.
- Monument aux morts, place de l'Église.

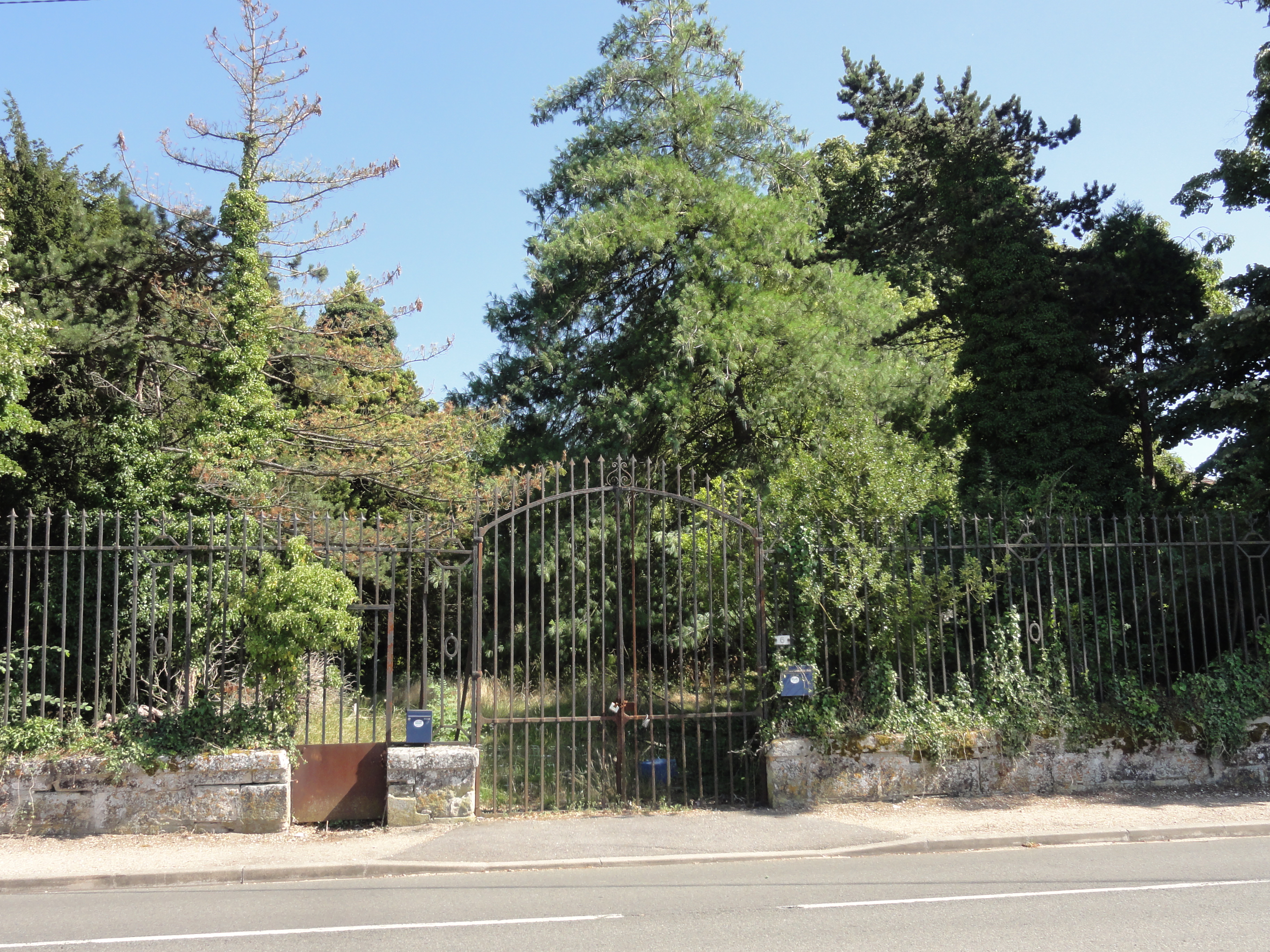
La grille d'entrée du château au 4, rue Georges-Duhamel, avant son rachat et défrichement du terrain.
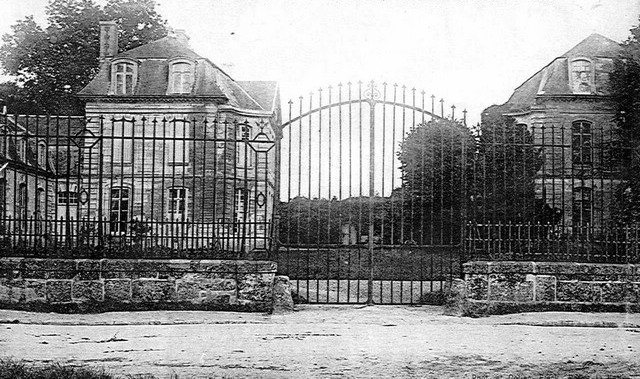
La grille du château au début du XXe siècle.
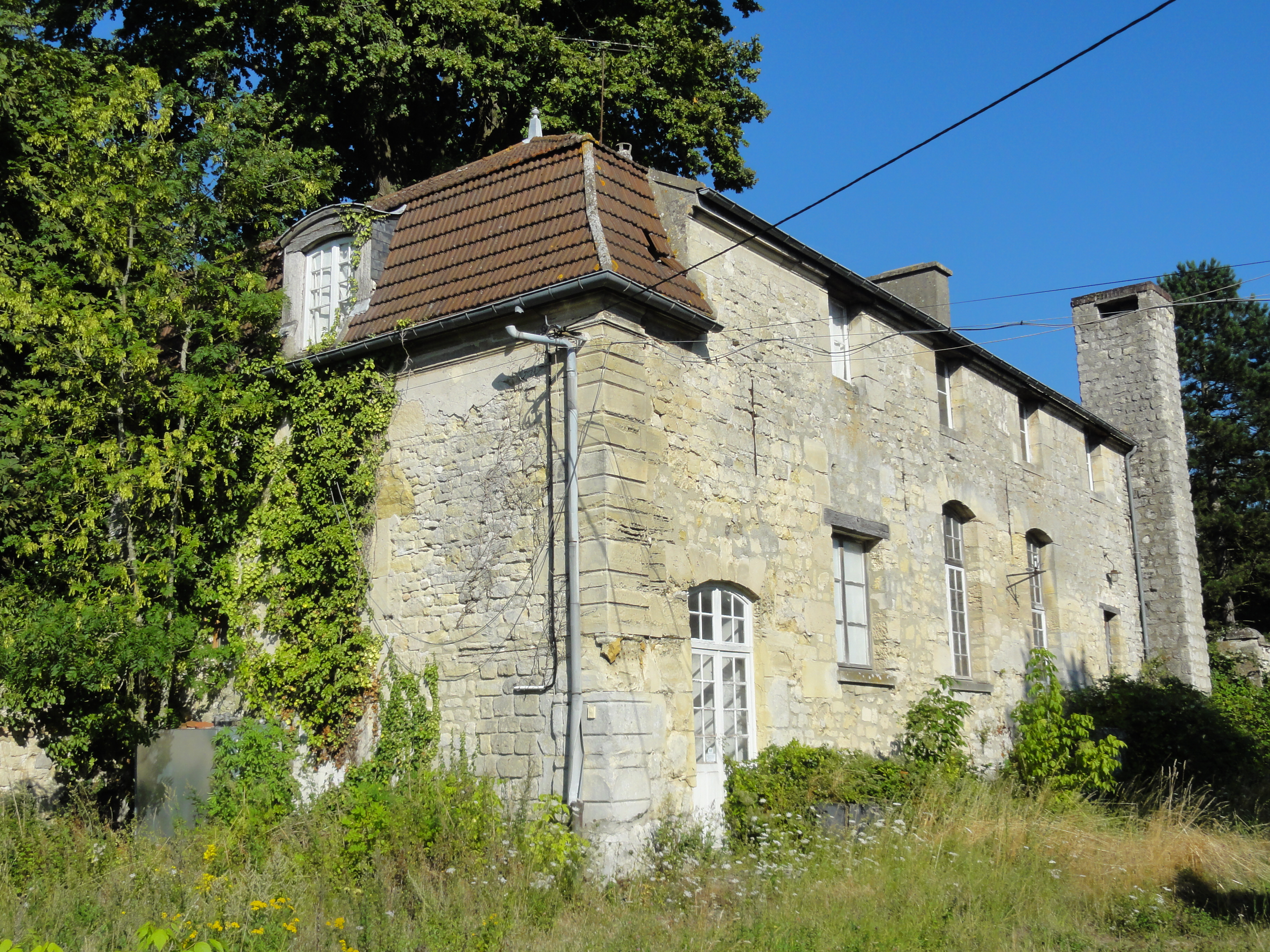
Annexe de l'aile Sud du château au 6 rue Georges-Duhamel.
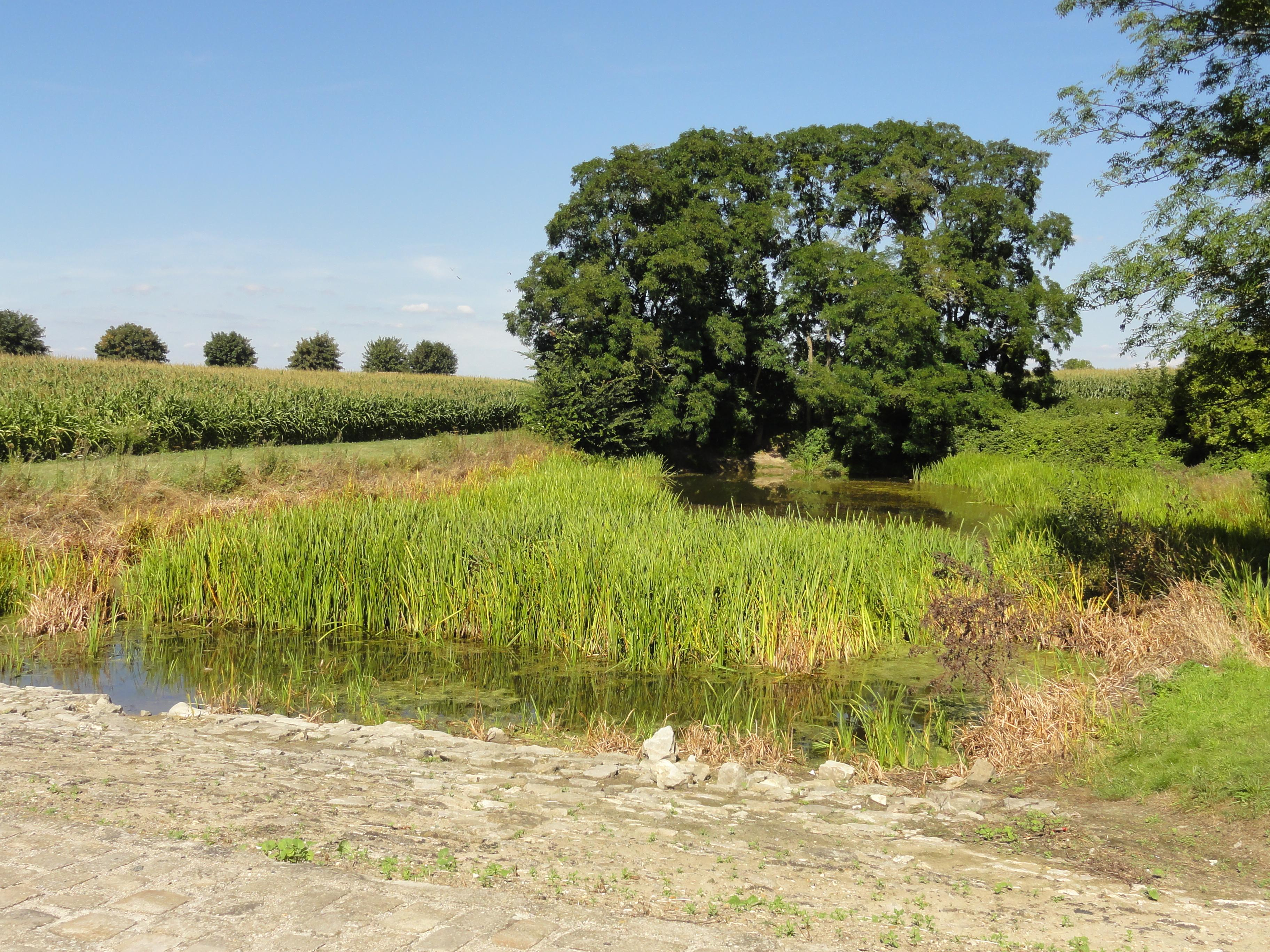
Mare-abreuvoir dite la mare à laver en bas du village.
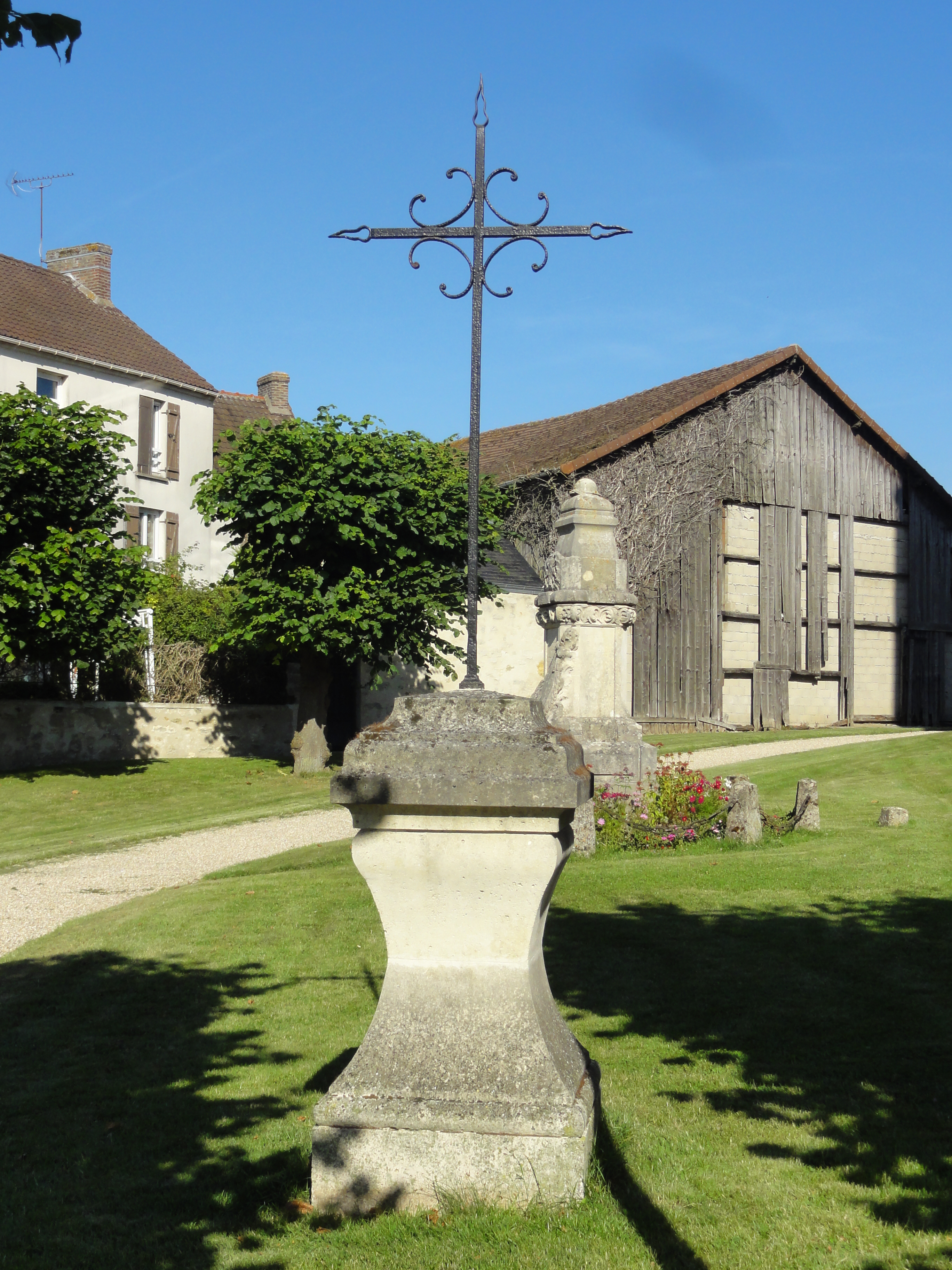
Ancienne croix de cimetière à côté de l'église.
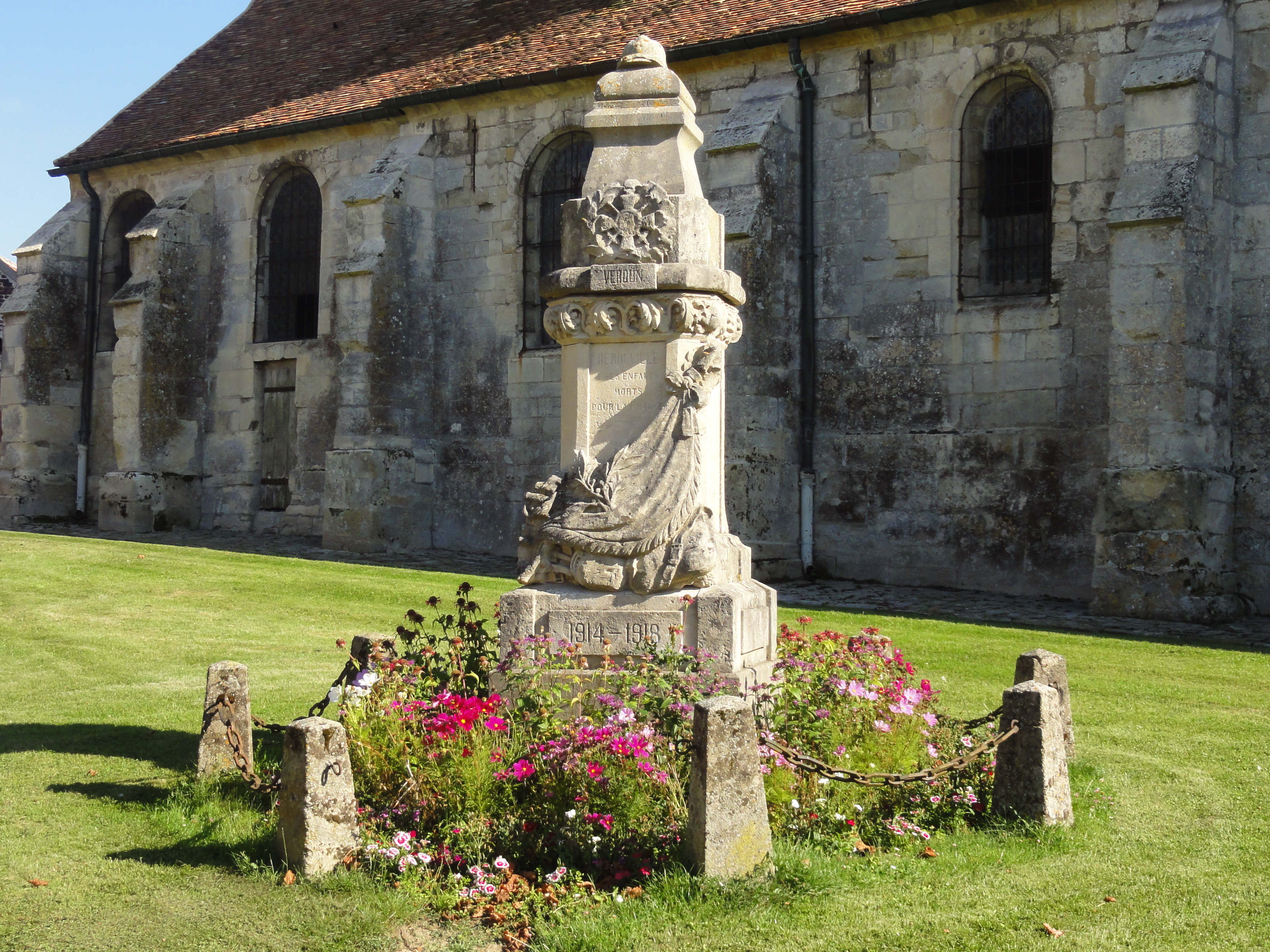
Monument aux morts à côté de l'église.

### Personnalités liées à la commune
- Michel Magne (1930-1984) est propriétaire du château de 1962 à 1979 et y habite de 1962 à 1973.
- Jacques Higelin (1940-2018), auteur-compositeur-interprète et comédien français, est un locataire assidu de l'ancienne  Bergerie du château entre 1975 et 1985 et y enregistre quatre albums dont Champagne pour tous (1979)[37].
- Blanche Albane (1886-1975), actrice de théâtre et occasionnellement de cinéma au tournant des années 1910, meurt le 4 mai 1975 à Hérouville.

### Héraldique
| Armes d'Hérouville | Les armes d'Hérouville se blasonnent ainsi : De gueules à la brebis d'argent paissante sur une terrasse de sinople, surmonté à dextre d'une gerbe de blé d'or et à senestre d'une tête de loup arrachée et cousue de sable, lampassée d'azur ; au chef cousu d'azur semé de fleurs de lys d'or brisé d'un lambel d'hermine |

### Hérouville au cinéma, à la radio et à la télévision
L'émission Métronomique d'Amaury Chardeau du 2 février 2018 sur France culture a été consacrée au Studio d'Hérouville.